# 시몬 포울센
시몬 부스크 포울센(덴마크어: Simon Busk Poulsen, 1984년 10월 7일 ~ )는 덴마크 태생의 전 축구 선수이다. 나이지리아 혈통을 갖고 있다.

## 수상
- 덴마크 1부 리그: 2004-05
- 에레디비시: 2008-09